# Tia-Adana Belle
Tia-Adana Djena Belle (Saint George, 15 giugno 1996) è un'ostacolista barbadiana, specializzata nei 400 metri ostacoli.

## Biografia
Dopo aver vinto numerose competizioni regionali e continentali in categoria giovanili, Belle ha debuttato tra i seniores nel 2015, in occasione dei Giochi panamericani di Toronto in staffetta e nello stesso anno ai Campionati NACAC in Costa Rica. L'anno successivo ha centrato la qualificazione ai Giochi olimpici di Rio de Janeiro 2016, non andando oltre le batterie.

## Palmarès
| Anno | Manifestazione                   | Sede           | Evento      | Risultato  | Prestazione | Note                          |
| ---- | -------------------------------- | -------------- | ----------- | ---------- | ----------- | ----------------------------- |
| 2011 | Giochi CARIFTA U17               | Montego Bay    | 400 m piani | 7ª         | 58"02       |                               |
| 2011 | Giochi CARIFTA U17               | Montego Bay    | 4×400 m     | Argento    | 3'44"61     |                               |
| 2012 | Giochi CARIFTA U17               | Hamilton       | 400 m piani | 4ª         | 59"93       |                               |
| 2012 | Giochi CARIFTA U17               | Hamilton       | 4×400 m     | Argento    | 3'56"87     |                               |
| 2012 | Campionati CAC juniores U18      | San Salvador   | 400 m hs    | Argento    | 60"68       |                               |
| 2012 | Campionati CAC juniores U18      | San Salvador   | 400 m piani | Argento    | 55"92       |                               |
| 2013 | Giochi CARIFTA U20               | Hamilton       | 400 m hs    | Bronzo     | 61"36       |                               |
| 2013 | Giochi CARIFTA U20               | Hamilton       | 4×400 m     | Argento    | 3'41"89     |                               |
| 2013 | Mondiali allievi                 | Donec'k        | 400 m hs    | Argento    | 58"42       | Miglior prestazione personale |
| 2013 | Campionati panamericani juniores | Medellín       | 400 m hs    | 7ª         | 61"41       |                               |
| 2014 | Campionati CAC juniores U20      | Morelia        | 400 m hs    | Oro        | 60"30       |                               |
| 2014 | Mondiali juniores                | Eugene         | 400 m hs    | Semifinale | 58"59       |                               |
| 2015 | Campionati panamericani juniores | Edmonton       | 400 m hs    | Bronzo     | 60"03       |                               |
| 2015 | Giochi panamericani              | Toronto        | 4×400 m     | Finale     | dq          |                               |
| 2015 | Campionati NACAC                 | San José       | 400 m hs    | Batteria   | 61"05       |                               |
| 2016 | Campionati NACAC U23             | San Salvador   | 400 m hs    | Bronzo     | 57"16       |                               |
| 2016 | Campionati OECS                  | Road Town      | 400 m hs    | Oro        | 57"86       |                               |
| 2016 | Giochi olimpici                  | Rio de Janeiro | 400 m hs    | Batteria   | 56"68       |                               |
| 2017 | Mondiali                         | Londra         | 400 m hs    | Batteria   | 58"82       |                               |
| 2018 | Giochi del Commonwealth          | Gold Coast     | 400 m hs    | Batteria   | 56"55       |                               |
| 2018 | Giochi CAC                       | Barranquilla   | 400 m hs    | Batteria   | 58"42       |                               |
| 2018 | Campionati NACAC                 | Toronto        | 400 m hs    | 8ª         | 58"82       |                               |
| 2019 | Giochi panamericani              | Lima           | 400 m hs    | 5ª         | 55"93       |                               |
| 2019 | Mondiali                         | Doha           | 400 m hs    | Batteria   | 57"37       |                               |
| 2021 | Giochi olimpici                  | Tokyo          | 400 m hs    | Semifinale | 59"26       |                               |
| 2023 | Giochi CAC                       | San Salvador   | 400 m hs    | 4ª         | 56"82       |                               |